# Choiniec (potok)
Choiniec (niem. Kynwasser, Kynast Wasser) – potok, lewy dopływ Podgórnej o długości 3,68 km.
Potok płynie w Sudetach Zachodnich, w Karkonoszach i Kotlinie Jeleniogórskiej
Źródła poniżej Przełęczy pod Kopistą w Karkonoskim Padole Śródgórskim. Płynie łukiem na wschód i północny wschód, przecina Pogórze Karkonoskie, przepływa między Żarem i Chojnikiem a Rudziankami i Chełmem. Wypływa na obszar Kotliny Jeleniogórskiej i poniżej Podgórzyna Dolnego uchodzi do Podgórnej.
Płynie po granicie i jego zwietrzelinie, a na obszarze Kotliny Jeleniogórskiej po osadach czwartorzędowych. Obszar zlewni Choińca w obrębie Karkonoszy porośnięty jest lasami dolnoreglowymi. Na obszarze Kotliny Jeleniogórskiej płynie przez łąki.
Wzdłuż środkowego biegu Choińca biegnie żółty szlak turystyczny z Podgórzyna na Zamek Chojnik. W miejscu zwanym Żelaznym Mostem przecinają go zielony z Zachełmia na Chojnik oraz czarny z Przesieki na Chojnik.